# Yang Yi
Yang Yi (cinese semplificato: 杨逸; cinese tradizionale: 楊逸; pinyin: Yáng Yì), pseudonimo di Liu Qiao (Harbin, 18 giugno 1964), è una scrittrice cinese che scrive in lingua giapponese.

## Biografia
Yang yi è nata ad Harbin il 18 giugno del 1964.
Trasferitasi in Giappone nel 1987, ha studiato all'Università imperiale di Tokyo.
Nel 2008 ha ottenuto il prestigioso Premio Akutagawa con il romanzo Un mattino oltre il tempo diventando la prima scrittrice di nazionalità cinese che ha imparato il giapponese da adulta a vincere il riconoscimento.

## Opere tradotte in italiano
- Un mattino oltre il tempo (Toki ga nijimu asa, 2008), Roma, Fazi, 2010 traduzione di Gianluca Coci ISBN 978-88-6411-092-9.

## Premi e riconoscimenti
- Premio Akutagawa: 2008 vincitrice con Un mattino oltre il tempo